# Handheld Games
Handheld Games fue un desarrollador de videojuegos estadounidense con sede en Mill Creek (Washington) Eran principalmente conocidos por desarrollar títulos con licencia para varias consolas.
El exdirector, Thomas L. Fessler, un veterano de 25 años en la industria de los juegos, se fue después de su cierre en 2009 y ahora trabaja en el desarrollo de aplicaciones para Costco Wholesale Corporation.

## Videojuegos
| Año  | Título                                   | Plataforma            | Notas                                                |
| ---- | ---------------------------------------- | --------------------- | ---------------------------------------------------- |
| 1999 | Frogger                                  | Game.com              | Remake del original de 1981                          |
| 1999 | Centipede                                | Game.com              | Relanzamiento del original de 1980                   |
| 2000 | Triple Play 2001                         | Game Boy Color        |                                                      |
| 2000 | San Francisco Rush 2049                  | Game Boy Color        |                                                      |
| 2001 | Tech Deck Skateboarding                  | Game Boy Color        | Basado en la línea de juguetes del mismo nombre      |
| 2001 | Nancy Drew: Message in a Haunted Mansion | Game Boy Advance      | Basado en la serie de libros Nancy Drew              |
| 2003 | Green Eggs and Ham                       | Game Boy Advance      | Basado en el libro del mismo nombre                  |
| 2004 | Harry Potter: Find Scabbers              | Móvil                 | Basado en la franquicia Harry Potter                 |
| 2005 | Spider-Man 2: The Hero Returns           | Móvil                 | Basado en la película Spider-Man 2                   |
| 2005 | The Legend of Zorro                      | Móvil                 | Basado en la película del mismo nombre               |
| 2005 | Ratchet & Clank: Going Mobile            | Móvil                 | Asistido por Sony Pictures Mobile con el desarrollo  |
| 2006 | That's So Raven: Psychic on the Scene    | Nintendo DS           | Basado en el programa de televisión That's So Raven  |
| 2007 | Spider-Man 3                             | Plug n' Play TV Games | Basado en la película del mismo nombre               |
| 2007 | Power Rangers: Super Legends             | Nintendo DS           | Basado en Power Rangers                              |
| 2007 | The Cheetah Girls: Pop Star Sensations   | Nintendo DS           | Basado en la banda musical The Cheetah Girls         |
| 2008 | Cory in the House                        | Nintendo DS           | Basado en el programa de televisión del mismo nombre |
| 2008 | Little League World Series Baseball      | Nintendo DS           | Basado en Little League World Series                 |
| 2008 | The Cheetah Girls: Passport to Stardom   | Nintendo DS           | Basado en la banda musical The Cheetah Girls         |
| 2009 | Imagine: Music Fest                      | Nintendo DS           |                                                      |